# NaNoWriMo
NaNoWriMo (произносится «НЭ-НО-РАЙ-МО»), или национальный месяц написания романов (англ. National Novel Writing Month), — ежегодный проект, в рамках которого участники — все, кто желает — поощряются написать черновик романа длиной не менее 50 тысяч слов за один ноябрь.

## История
Фрилансер Крис Бэйти (Chris Baty) начал проект в 1999 году. Первый NaNoWriMo прошёл в июле того же года и привлёк 21 участника из окрестностей Сан-Франциско. Уже в следующем 2000 году NaNoWriMo был перенесён на ноябрь, чтобы «воспользоваться преимуществами плохой погоды». В 2010 году число участников превысило 200 тысяч человек. В 2014 году среди победителей была отмечена Кирстен Нимвэй, в 2015 году — Харкин Дэксимирэ.

## Правила
Поскольку NaNoWriMo используется, чтобы побудить людей писать, правила достаточно просты и понятны:
1. Проект стартует 1 ноября в полночь и заканчивается 30 ноября в 23:59:59 по местному времени.
2. Запрещено начинать писать раньше 1 ноября; проект заканчивается ровно через 30 суток после начала.
3. Романы должны состоять минимум из 50 000 слов на конец ноября. Это может быть полный роман, или начало романа, который будет завершён позднее.
4. Разрешены планирование и подробные заметки, но никакие материалы, написанные до 1 ноября, не могут войти в основную часть романа.
5. Романы участников могут быть написаны в любом художественном жанре, на любом языке и на любую тему. Разрешено всё: от фанфиков, в которых используются символы с торговой маркой, до метапрозы и романов в стихах; FAQ на сайте гласит: «Если вы считаете, что пишете роман, то мы тоже считаем, что вы пишете роман».

## Опубликованные романы
- «Воды слонам!» (автор Сара Груэн); по роману был снят одноимённый фильм.
- Марисса Мейер «Золушка» (цикл «Лунные хроники»)